# TAL - Televisão América Latina
A TAL - Televisão América Latina é uma rede de intercâmbio e divulgação da produção audiovisual dos países da América Latina. Foi criada em 2003. É uma instituição sem fins lucrativos que reúne centenas de associados de toda a região. São canais públicos de tevê e instituições culturais e educativas que compartilham seus programas – documentários, séries e curtas – por intermédio da TAL. Tudo isso como contribuição e de forma solidária. Além de uma ponte entre estes parceiros, a TAL é um banco de conteúdo audiovisual, uma Web TV e uma produtora de conteúdos especiais. Tudo isso serve de suporte ao trabalho de aproximação entre os povos latino-americanos a que a TAL se propõe. A ideia dessa entidade é conseguir que, por meio da produção audiovisual local, os vizinhos da região se conheçam mais e melhor. Hoje, a rede possui um acervo de mais de 8 mil programas feitos por instituições e profissionais do continente.
Trata-se de um material que circula por toda a América Latina e também projeta a região para outras partes do mundo por meio de parcerias como o Glomex (Global Media Exchange), uma rede internacional de intercâmbio gratuito de conteúdos audiovisuais que reúne também a RAI (a tevê pública italiana), a Erno (de países do Leste Europeu) e a Nordivision (de países nórdicos). Porque também é objetivo da TAL divulgar a cultura e a identidade latino-americana para além das fronteiras regionais.

## Prêmios TAL
Desde 2013, a TAL promove os Prêmios TAL, que visam a reconhecer e promover a excelência e qualidade na produção de conteúdos realizados pelas emissoras públicas e culturais do continente. O objetivo principal desta ação é fortalecer o vínculo entre as tevês que compõem a rede e gerar um espaço que permita conhecer e reconhecer, junto ao público latino-americano, o que tem sido produzido hoje. Os Prêmios TAL são coorganizados pela TAL e DocMontevideo e apresentados pela tevéCiudad com o apoio do World Bank LAC. A premiação se divide em oito categorias: Microprograma, Unitário, Série, Produção Inovadora, Produção Interativa, Relevância Social, Educativa e Grande Destaque.

## Caixa de Clips
Foi um concurso realizado pela TAL que premiou os três melhores videoclipes independentes da América Latina em 2011.

### Categorias
- Iniciante: músicos ou bandas independentes com obra, mas que não lançaram comercialmente título em CD.
- Intermediário: músicos ou bandas independentes que lançaram comercialmente até dois títulos em CDs.
- Avançado: músicos ou bandas independentes que lançaram comercialmente mais de dois títulos em CDs.

### Vencedores
| Categoria     | Clipe           | Artista  | País     |
| ------------- | --------------- | -------- | -------- |
| Iniciante     | Tu Tranquilidad | Coxis    | Colômbia |
| Intermediário | Like I Do       | Treboles | Chile    |
| Avançado      | Cigarras        | Forfun   | Brasil   |

.